# Adolf Rusch
Adolf Rusch von Ingweiler (* um 1435; † 26. Mai 1489 in Straßburg) war ein Buchdrucker, Verleger und Kaufmann der Inkunabelzeit, der als Erster nördlich der Alpen in der Antiqua druckte.

## Leben und Werk
Als Geburtsort Ruschs gilt Ingweiler im Elsass. Vor 1488 heiratete er Salome Mentelin, die Tochter des bekannten Straßburger Druckers Johannes Mentelin, in dessen Offizin Rusch mitarbeitete. Durch vielfältige Geschäftsverbindungen auch über Straßburg hinaus, u. a. auch im Papierhandel, kam Rusch zu beträchtlichem Reichtum.
In dem Rationale divinorum officium, gedruckt von Rusch 1474, taucht zum ersten Mal die von der in Italien entwickelten humanistischen Minuskel abgeleiteten Antiqua-Type auf. In diesem Typensatz gab Rusch insbesondere lateinische Klassiker, wie zum Beispiel Werke von Plutarch und Seneca, heraus. Gemeinsam mit seinem Schwiegervater Mentelin produzierte er vorwiegend Drucke theologischen und medizinischen Inhalts, die in Mentelins Typensatz erschienen. Der humanistisch gebildete Rusch hinterließ auch eine umfangreiche Korrespondenz.

## Rezeption
Der Antiqua-Druck von 1474 konnte erst im 19. Jahrhundert Rusch zweifelsfrei zugeschrieben werden; bis dahin wurde er aufgrund einer Typen-Besonderheit als der Meister des bizarren R geführt.